# Gorenji Suhadol
Gorenji Suhadol je naselje v Občini Novo mesto. Leži ob vznožju Gorjancev. V njem živi okoli 60 prebivalcev.